# Purin (seriefigur)
Purin, eller Pompompurin（japanska: ポムポムプリン） är en japansk seriehund av rasen golden retriever som introducerades 1996 av leksakstillverkaren Sanrio. Det är Sanrio som också ligger bakom den börsnoterade säljsuccén Hello Kitty.
Purins bästa vän är hamstern Muffin, musen Scone och en fågel. Purin har vid flera tillfällen röstats fram som "Most Popular Sanrio Character" av Strawberry News, Sanrios egen tidskrift. Det skedde första gången 1997 och senast 2015.